# Ambassade d'Égypte en Guinée
L'ambassade d'Égypte en Guinée est la principale représentation diplomatique de la république arabe d'Égypte en Guinée.

## Liste des ambassadeurs
| N° | Nom et prénoms         | Début   | Fin      |
| -- | ---------------------- | ------- | -------- |
| 01 | Mohamed Abdel Aziz     | Inconnu | Inconnu  |
| 02 | Hassan Sallah Elnashar | 2024    | En cours |